# Gravtjärnen (Brunskogs socken, Värmland)
Gravtjärnen är en sjö i Arvika kommun i Värmland och ingår i Göta älvs huvudavrinningsområde. Sjön är 11 meter djup, har en yta på 0,267 kvadratkilometer och är belägen 181,1 meter över havet.

## Delavrinningsområde
Gravtjärnen ingår i det delavrinningsområde (662802-133619) som SMHI kallar för Mynnar i Slorudsälven. Medelhöjden är 225 meter över havet och ytan är 23,51 kvadratkilometer. Det finns ett avrinningsområde uppströms, och räknas det in blir den ackumulerade arean 36,23 kvadratkilometer. Bakälven som avvattnar avrinningsområdet har biflödesordning 5, vilket innebär att vattnet flödar genom totalt 5 vattendrag innan det når havet efter 310 kilometer. Avrinningsområdet består mestadels av skog (81 procent). Avrinningsområdet har 1,08 kvadratkilometer vattenytor vilket ger det en sjöprocent på 4,6 procent.